# شهرستان کلتسکی
شهرستان کلتسکی (به لاتین: Kletsky District) یک شهرستان در روسیه است که در استان ولگوگراد واقع شده‌است.